# Body Language (album Kylie Minogue)
Body Language deveti je studijski album je australske pjevačice Kylie Minogue, objavljen 2003. godine.

## O albumu
"Body Language" Minoguein je deveti studijski album, i njen treći album u izdanju diskografske kuće Parlophone. Njegov naziv je referenca nazivu prvog singla s albuma, "Slow". Album je snimljen tijekom ljeta 2003. godine u Ujedinjenom Kraljevstvu, Irskoj i Španjoskoj. Minogue je radila sa svojim prethodnim suradnicima, a to su:  Richard Stannard, Julian Gallagher, Cathy Dennis, Johnny Douglas, i Karen Poole, kao i s Emillianom Torrini i Mr. Danom.
Album je podržan spektakularnim koncertom nazvanim "Money Can't Buy" održanim 15. studenoga 2003. u areni London Apollo Theatre. Na koncertu Minogue je izvela sedam novih pjesama uz nekoliko njenih starih hitova. U srpnju 2004. godine koncert je objavljen na DVD-u koji je sadržio neuređenu inačicu koncerta kao i razne vizualne efekte za izvedbu pjesama "Slow" i "Chocolate", dokumentarni film o događajima iza pozornice kao i glazbeni spotovi za svaki singl s albuma.
Australske i japanske inačice albume sadrže i bonus pjesmu "Slo(w) Motion". Japan je također dobio drugu dodatnu pjesmu, "You Make Me Feel". Kad je objavljena 2004. godine, sjevernoamerička inačica albuma uključivala je i pojačanu snimku s spotom pjesme "Slow" i "Can't Get You Out of My Head (uživo)" s koncerta "Money Can't Buy" kao i dvije dodatne pjesme, "You Make Me Feel" i "Cruise Control (inačica za SAD)". U SAD-u, neke inačice albuma dolazile su u pakovanju sa šest razglednica. Album je dospio na 42. mjesto u SAD-u s prodanih 171.000 primjeraka.

### Uspjeh
Iako Body Language nije uspio postignuti uspjeh na top ljestvicama i prodaju kao njegov prethodnik Fever, dospio je na jedno od prvih 5 mjesta u mnogo država. Dobio je 2 planinaste certifikacije u Australiji zbog prodanih oko 140.000 primjeraka, i platinastu u Ujedinjenom Kraljevstvu, s prodanih preko 378.000 primjeraka. Također, dobio je zlatnu u Švicarskoj (20.000 primjeraka), Austriji (10.000) u Novom Zelandu (7.500), te je prodano 50.000 albuma primjeraka u Francuskoj i 177.000 u SAD-u.

## Kritički osvrt
Body Language dobio je veoma dobre kritike od svih kritičara. 

### Rolling Stone
Rolling Stone magazin nazvao je alum "fantastičnim" i dao mu ocjenu 3 od 5, govoreći da je to jedan od njenih najboljih radova.

### Allmusic
Chris True, u kritici za Allmusic, nazvao je album Minogueinim velikim korakom naprijed. Kao i magazin Rolling Stone, nazvao je album jednim od njenih najboljih radova i skoro savršenim pop uratkom.

### PopMatters
U kritici za PopMatters, Adrien Begrand, pohvalio je pjesme kao "Slow" i "Sweet Music" ostale nazvao zanemarivim i ništa višim od samo popune. Begrand je također nazvao Body Language malim neuspjehom zarazliku od njenog prethodnog albuma, Fever.

### Q
"Q" je stavio Body Language na 50. mjesto najboljih albuma 2003. godine

## Singlovi
- "Slow" objavljen je u studenom 2003. godine. Debitirao je na prvom mjestu na britanskoj i australskoj ljestvici i dospio na prvo mjesto u Španjolskoj i Rumunjskoj. Također, dospio je između prvih 10 mjesta u Kanadi, Španjolskoj, Italiji, Nizozemskoj, Novom Zelandu, Tajvanu i Potrugalu u kasnoj 2003. i ranoj 2004. godini. U SAD-u, dospio je na prvo mjesto na ljestvici Billboard Magazine Club Chart, i jedno od prvih 40 na ljestvici Radio Airplay Chart. Također, pjesma je nominirana za Grammy nagradu u kategoriji Best Dance Recording (Najbolja dance pjesma). Singl je dobio platinastu certifikaciju u Australiji.
- "Secret (Take You Home)" objavljen je kao promotivni singl samo u Tajvanu u ranoj 2004. godini. Izvedba pjesme s DVD-a Body Language Live korištena je kao promotivni spot.
- "Red Blooded Woman" objavljen je u veljači 2004. godine. Na Australskoj top ljestvici dospio je na 4, a na britanskoj na 5. mjesto. Pjesma je također dospjela na vrh u Španjolskoj, Irkoj i Italiji. U SAD-u, dospjela je na vrh ljestvice Billboard Magazine Dance Radio Airplay Chart, i bila veliki airplay hit. Dobila je zlatnu certifikaciju u Novom Zelandu gdje je dospjela na 18. mjesto.
- "Chocolate" objavljen je u lipnju 2004. (srpnju u Australiji). Pjesma je dospjela na 14. mjesto u Australiji i 6. u Ujedinjenom Kraljevstvu.

## Popis pjesama
| Br. | Skladba                  | Tekstopisac | Producent(i)                            | Trajanje |
| --- | ------------------------ | --- | --------------------------------------- | -------- |
| 1.  | »Slow«                   | Kylie Minogue, Dan Carey, Emilíana Torrini                                                                                                   | Dan Carey, Emiliana Torrini, Sunnyroads | 3:15     |
| 2.  | »Still Standing«         | Baby Ash | Ash Thomas, Alexis Strum                | 3:40     |
| 3.  | »Secret (Take You Home)« | Curtis T. Bedeau, Gerard Charles, Hugh Clarke, Reza Safinia, Lisa Greene, Paul George, Brian P. George, Lucien J. George, Niomi McLean-Daley | Rez                                     | 3:16     |
| 4.  | »Promises«               | Kurtis el Khaleel, David Billing | Kurtis Mantronik                        | 3:17     |
| 5.  | »Sweet Music«            | Minogue, Karen Poole, Ash Thomas | Baby Ash                                | 4:11     |
| 6.  | »Red Blooded Woman«      | Johnny Douglas, Poole | Johnny Douglas                          | 4:21     |
| 7.  | »Chocolate«              | Douglas, Poole | Johnny Douglas                          | 5:00     |
| 8.  | »Obsession«              | Khaleel, Billing, M. Grey | Kurtis Mantronik                        | 3:31     |
| 9.  | »I Feel for You«         | Liz Winstanley, J. Piccioni, S. Anselmetti                                                                                                   | Electric J                              | 4:19     |
| 10. | »Someday«                | Minogue, Torrini, Thomas | Baby Ash                                | 4:18     |
| 11. | »Loving Days«            | Minogue, Richard Stannard, Julian Gallagher, Dave Morgan                                                                                     | Richard Stannard, Julian Gallagher      | 4:26     |
| 12. | »After Dark«             | Cathy Dennis, Chris Braide | Cathy Dennis, Chris Braide              | 4:10     |

| 13. | »Slo Motion« (australska, malezijska i japanska bonus pjesma) | Minogue, Andrew Frampton, Mark Stent, Wayne Wilkins |                | 4:18 |
| 14. | »Cruise Control« (sjevernoamerička bonus pjesma)              | Minogue, Douglas, Poole                             | Johnny Douglas | 4:55 |
| 15. | »You Make Me Feel« (sjevernoamerička i japanska bonus pjesma) | Minogue, Tommy D, Felix Howard, Marius de Vries     |                | 4:18 |

B-strane
- "Soul on Fire" (Dostupna na singlu "Slow") - 3:32
- "Almost a Lover" (Dostupna na singlu "Red Blooded Woman") - 3:40
- "Cruise Control" (Rap inačica) (Dostupna na singlu "Red Blooded Woman") - 4:53
- "City Games" (Dostupna na singlu "Chocolate") - 3:42

## Neobjavljene pjesme
- "I'm Sorry"[6]  i "Trippin' Me Up"[7] nisu dio albuma, ali su dospjele na Internet u lipnju 2006. Producirao ih je Pascal Gabriel.
- "My Image Unlimited"[8] i "I'm Just Here for the Music"[9] također su dospjele na Internet. Producenti ovih pjesama su nepoznati, ali vjerovajto je da su Wayne Rodrigues i Danielle Brisebois producirali "I'm Just Here for the Music", jer oni su je napisali. "I'm Just Here for the Music" kasnije je snimila američka pop pjevačica Paula Abdul za izdanjr iz 2009. godine.
- "On The Up"[10] koju su napisali Johnny Douglas i Karen Poole dospjela je na Internet kao 1-minutni isječak u lipnju 2006. godine, a onda je cijela dospjela na Internet u studenom 2006.
- "Sunset River" ustvari je neobjavljeni instumentalni demo iz 2003. godine ponovno snimljen i preimenovan u "B.P.M" kad je objavljen kao B-strana singla "I Believe In You" iz 2004. godine.
- "Boombox"[11] je snimljena 2003. Korišten je isječak iz Princeovog klasika, pjesme "Controversy". Nakon što je bila DJ u klubu 'Boombox' u Londonu 2007. godine, Minogue je zatražila da se istoimeni demo iz 2003. godine obradi i remiksira za klub i koristi. Nekoliko remiksa pojavila se na Internetu putem stranica za dijeljenje datoteka i stranice MySpace.
- Rana inačica pjesme "Chocolate" koja uključuje rep od Ludacrisa, ali nije korišten au finalnom miksu. (Dio Ludacrisovih vokala može se čuti na početku objavljene inačice pjesme) 1-minutna pjesma dospjela je na Internet u kasnom srpnju 2006. godine.

## Top ljestvice
| Top ljestvica (2003/2004.) | Najviša pozicija |
| -------------------------- | ---------------- |
| Australija                 | 2                |
| Austrija                   | 23               |
| Belgija (Flandrija)        | 10               |
| Belgija (Valonija)         | 33               |
| Nizozemska                 | 19               |
| Danska                     | 22               |
| Finska                     | 32               |
| Francuska                  | 31               |
| Njemačka                   | 29               |
| Irska                      | 19               |
| Novi Zeland                | 23               |
| Norveška                   | 21               |
| Portugal                   | 14               |
| Poljska                    | 49               |
| Švedska                    | 20               |
| Švicarska                  | 8                |
| Ujedinjeno Kraljevstvo     | 6                |
| SAD Billboard 200          | 42               |

| Država                 | Izdavač(i) | Certifikacija | Prodaja  |
| ---------------------- | ---------- | ------------- | -------- |
| Australija             | ARIA       | 2x platinasta | 140.000+ |
| Austrija               | IFPI       | zlatna        | 20.000+  |
| Francuska              | SNEP       | —             | 50.000   |
| Švicarska              | IFPI       | zlatna        | 20.000+  |
| Ujedinjeno Kraljevstvo | BPI        | platinasta    | 378.000+ |
| SAD                    | RIAA       | —             | 177.000  |

## Impresum
- Kylie Minogue – glavni vokali, pozadinski vokali
- Green Gartside – vokali na "Someday"
- Alexis Strum, Karen Poole, Cathy Dennis, Miriam Grey, Andrea Remanada – pozadinski vokali
- Johnny Douglas – svi instrumenti, pozadinski vokali, mikseta
- Chris Braide – svi instrumenti, pozadinski vokali
- Dave Clews – programiranje, klavijatura, inženjerstvo
- Julian Gallagher – programiranje,  klavijature
- Alvin Sweeney – programiranje, mikseta, snimanje
- Richard "Biff" Gallagher – pozadinski vokali,  klavijature
- Dave Morgan – klavijature, gitara
- Simon Hale – aranžman gudačkih instrumenata, konduktiranje
- London Session Orchestra – gudački orkestar
- Ash Thomas – refreni, pozadinski vokali, mikseta
- Lion – refreni
- A. Guevara – MC
- Danton Supple – inženjer
- Geoff Rice, David Treahearn – pomoćni inženjer
- Mr. Dan, Steve Fitzmaurice, The Auracle, Tony Maserati – mikseta
- Damon Iddins – pomoćnik na mikseti
- Niall Alcott – snimanje
- Geoff "Peshy" Pesh – dirigent
- William Baker – vizualna direkcija, stil
- Mert and Marcus – fotografija
- Tony Hung – umjetnički direktor[16]

## Vanjske poveznice
- Body Language  Arhivirana inačica izvorne stranice od 24. travnja 2010. (Wayback Machine) na Metacriticu